# Kruder und Dorfmeister
 (juillet 2021).
Si vous disposez d'ouvrages ou d'articles de référence ou si vous connaissez des sites web de qualité traitant du thème abordé ici, merci de compléter l'article en donnant les références utiles à sa vérifiabilité et en les liant à la section « Notes et références ».
Kruder und Dorfmeister est un groupe autrichien de musique électronique, formé de deux DJs viennois, Peter Kruder et Richard Dorfmeister.
Ils sont connus pour leurs remix downtempo/dub des chansons pop, drum and bass et hip-hop.

## Biographie
Peter Kruder était membre du groupe de hip-hop The Moreaus, tandis que Richard Dorfmeister était déjà dans le monde de la musique électronique au sein du groupe Sin. Commençant leurs carrières respectives au début des années 1990, ils se rencontrèrent en 1993 et fondèrent le label G-Stone.
Ils ont notamment participé au festival I Love Techno en Belgique en 1997.
Peter Kruder a sorti un album solo sous le nom de Peace Orchestra en 1999. Dorfmeister travaille avec Rupert Huber sous le nom de Tosca.

## Discographie partielle
- G-Stoned (en) (septembre 1993, G-Stone)
- Conversions: A K&D Selection (en) (juin 1996, Spray/BMG)
- DJ-Kicks: Kruder & Dorfmeister (en) (juillet 1996, !K7 Records)
- The K&D Sessions (Remix) (octobre 1998, !K7 Records)
- The Peter Kruder und Richard Dorfmeister Remixes (Count Basic)
- 1995 (2020, G-Stone Recordings)